# Corfu (oraș)
Corfu (în greacă Κέρκυρα, transliterat: Kérkyra) este un oraș în nord-vestul Greciei. Este cel mai important oraș din Prefectura Corfu și de pe insula Corfu. Este de asemenea și capitala periferiei Insulele Ionice.
Centrul vechi istoric din orașul Corfu a fost înscris în anul 2007 pe lista patrimoniului cultural mondial UNESCO.

## Vezi și
- Locuri din patrimoniul mondial
- Mon Repos, Corfu
- Listă de orașe din Grecia
- Corfu
- Biserica Sfântul Spiridon din Corfu